# Pýr plazivý
Pýr plazivý (Elytrigia repens) je jeden ze dvou druhů vzrůstné vytrvalé plevelné trávy pýru, vyskytující se na třech čtvrtinách orné půdy České republiky.

## Výskyt
Tento plevelný druh pochází z Evropy, severní Afriky a mírného podnebného pásu Asie. Pro svou velkou konkurenční schopnost se rozšířil do mnoha zemědělských oblastí na obou polokoulích. Vyrůstá téměř na veškerých typech půd, písčitých i těžkých, zásaditých nebo kyselých, snáší i mírné zasolení. Nejčastěji se vyskytuje v zahradách, na polích, vinicích i rumištích, okolo příkopů a v blízkosti cest; v České republice je hojný od nížin až do horských oblastí.
Upřednostňuje pozemky s půdou vlhkou, lehkou a živinami hojně zásobenou, především s dostatkem dusíku, ve které se rychle množí. Na suchých písčitých půdách jeho kořeny pronikají až do hloubky okolo 2 m kde snáze naleznou potřebnou vláhu. S oblibou vyrůstá na místech plně osluněných a proto bývá hojný na strništích, polích a záhonech zbavených plodin. Uspokojivě roste i při slabším zastínění, méně však kvete.

## Popis
Je to vytrvalá středně vysoká až vzrůstná travina s poměrně mělce kořenícími tuhými a pevnými článkovitými oddenky, v mládi žlutavě bílými a později hnědnoucími. Na každé uzlině článku je pod šupinou patrný stonkový pupen z něhož může vyrůst stéblo a na konci článku je špičatá koncová šupina. Rostlina netvoří trs, dojem trsu pouze vytváří skupina lodyh vyrůstajících z hustě nahromaděných pupenů.
Stébla se 3 až 5 kolénky jsou hladká, přímá nebo v kolénkách vystoupavá. Neplodná jsou kratší, plodná až 1,2 m vysoká. Jejich čárkovité listy jsou sytě zelené až šedé, na líci mírně drsné, ploché čepele jsou od 5 do 15 mm široké a od 10 do 20 cm dlouhé. Listy vyrůstají z v mládí brvité a později hladké pochvy s kratičkým jazýčkem a delšími oušky; vernace listů je stočená.
Plodná stébla jsou zakončena přímým, tuhým, zprohýbaným úzkým dvouřadým lichoklasem 7 až 15 cm dlouhým. Je složen z 15 až 20 vejčitě kopinatých, zploštělých, přisedlých klásků které vyrůstají na protilehlých stranách vřetene a jsou k němu přivráceny širší plochou. Klásek 8 až 20 mm dlouhý je běžně tvořen 5 kvítky a má 2 protilehlé, obvykle 5žilné plevy o stejných délkách od 6 do 12 mm. Podélně žilkované pluchy dlouhé 8 až 13 mm a širší než plevy jsou špičaté nebo častěji s krátkou osinou. Pluška je mírně kratší, po okraji jemně zubatá. Květenství pýru plazivého rozkvétají v červnu až srpnu.
Zralé klásky často opadávají vcelku. Plody jsou úzce kopinaté okoralé (pluchaté) obilky. Na hřbetu jsou smáčknuté s mělkou rýhou, mají kyjovitou pastopečku a jsou objaté šedobílými až nažloutlými pluchami s obvykle přímou osinou. Obilka bývá dlouhá 7 a široká 2 mm, tisíc semen váží 2,5 gramů.

## Rozmnožování
Rostlina se rozmnožuje semeny nebo dlouhými pevnými plazivými podzemními oddenky.

### Generativní
Zdatná rostlina dává z jednoho stébla až 100 obilek které klíčí při teplotě 20 až 30 °C spolehlivě z hloubky 1 cm, z 8 cm již jen zřídka. Rostliny více kvetou a vytvářejí obilky na půdách suchých a ulehlých nebo v suchých létech, ve vlhkých téměř nekvetou, ale zato se intenzivně šíří oddenky.
Semena nemají výrazné období klidu a mnohdy vyklíčí již na podzim po uzrání, za chladného podzimu klíčí až na jaře. Mladé rostlinky rostou velmi rychle, zhruba již po měsíci vytvářejí oddenek schopný vegetativní reprodukce. V prvém roce vyrůstají z oddenků pouze neplodná stébla bez klasů, teprve stébla vyrostlá druhým rokem mají klasy. Na obdělávaných polích, kde jsou oddenky během vegetačního období často porušovány, vykvétá pýr plazivý jen velmi zřídka.

### Vegetativní
Vegetativní rozmnožování převažuje v obdělávané půdě. Oddenek mívá v kypré půdě články dlouhé téměř 8 cm a dále se hojně větví, jejich konce vyrůstají směrem nahoru a ostré špice oddenků prorážejí i měkké části jiných rostlin, např. brambory; v ulehlé půdě bývají články dlouhé jen okolo 1 cm. Pupeny na oddencích mají krátkou dobu vegetačního klidu, prvé mladé výhonky vyrůstají z jara ještě pod tajícím sněhem a poslední až při prvém zámrazu.
Rostliny vytvářejí ohromné množství oddenků, na 1 m² až 350 m rozvinuté délky, a na nich spoustu pupenů z kterých mohou vyrůst nové rostliny; obvykle ale vyraší míň než polovina pupenů. V kypré půdě je převážná část oddenků v hloubce 10 až 30 cm, v ulehlé půdě jen 3 až 5 cm pod povrchem. Čím je oddenek blíže k povrchu, tím z něj více pupenů vyroste. Dostane-li se kus utrženého oddenku k povrchu, vyklíčí téměř všechny spící pupeny.

## Význam
Pýr plazivý je posuzován především jako velice nebezpečný plevel, jehož výskyt je nutno regulovat jak vhodným agrotechnickým postupem, tak i chemicky.

### Škodlivost
Prvořadé je jeho škodlivé působení na všechny kulturní rostliny, při kterém využívá svých vysokých konkurenčních schopností k omezování růstu jiných. Do půdy vylučuje ze svých živých i odumírajících částí alelopatickou látku, glykosid agropyren, který potlačuje vývin ostatních rostlin. Dále již vyrostlé rostliny zastiňuje a svým bohatě rozprostřeným kořenovým systémem jim odebírá vláhu a živiny. Na nežádoucích místech se proto úporně likviduje hlubokou orbou, vláčením, plečkováním, herbicidními postřiky i vyváženým střídáním pěstovaných plodin.

### Prospěšnost
Mladé obrůstající rostlinky se dobře dají spásat a posečeny dávají průměrnou kvalitu i výživu, v minulosti byl často využíván jako příležitostné krmivo pro dobytek. Může se také vysévat na místa, kde potřebujeme rychle stabilizovat půdu, což svými hustými oddenky dobře dokáže.
Má známé léčivé účinky a je tradiční léčivou rostlinou. Na podzim se sbírají jeho oddenky, po omytí se rozřežou a rychle usuší. Droga (Radix graminis), podávána ve formě odvarů, je hydroskopická a je nutno ji uchovávat v uzavřené nádobě. Obsahuje inositol, draselné soli, sacharidy, slizy, kyselinu křemičitou, inulin a různé enzymy. Nejčastěji se používá vnitřně k podpoře vylučování moči, tím se urychluje likvidace nežádoucích solí a zmenšují se otoky. Dále kladně ovlivňuje hospodaření s tuky, snižuje cholesterol a hladinu cukru v krvi, preventivně působí na játra a zlepšuje látkovou výměnu.

## Taxonomie
V přírodě ČR se vyskytují dva poddruhy pýru plazivého.
Mnohem hojnější je
- pýr plazivý pravý (Elytrigia repens (L.) Nevski subsp. repens)

a naopak vzácnější, rostoucí na sušších místech je
- pýr plazivý sivý (Elytrigia repens (L.) Nevski subsp. caesia) (J. Presl et C. Presl) Dostál.[1][10]

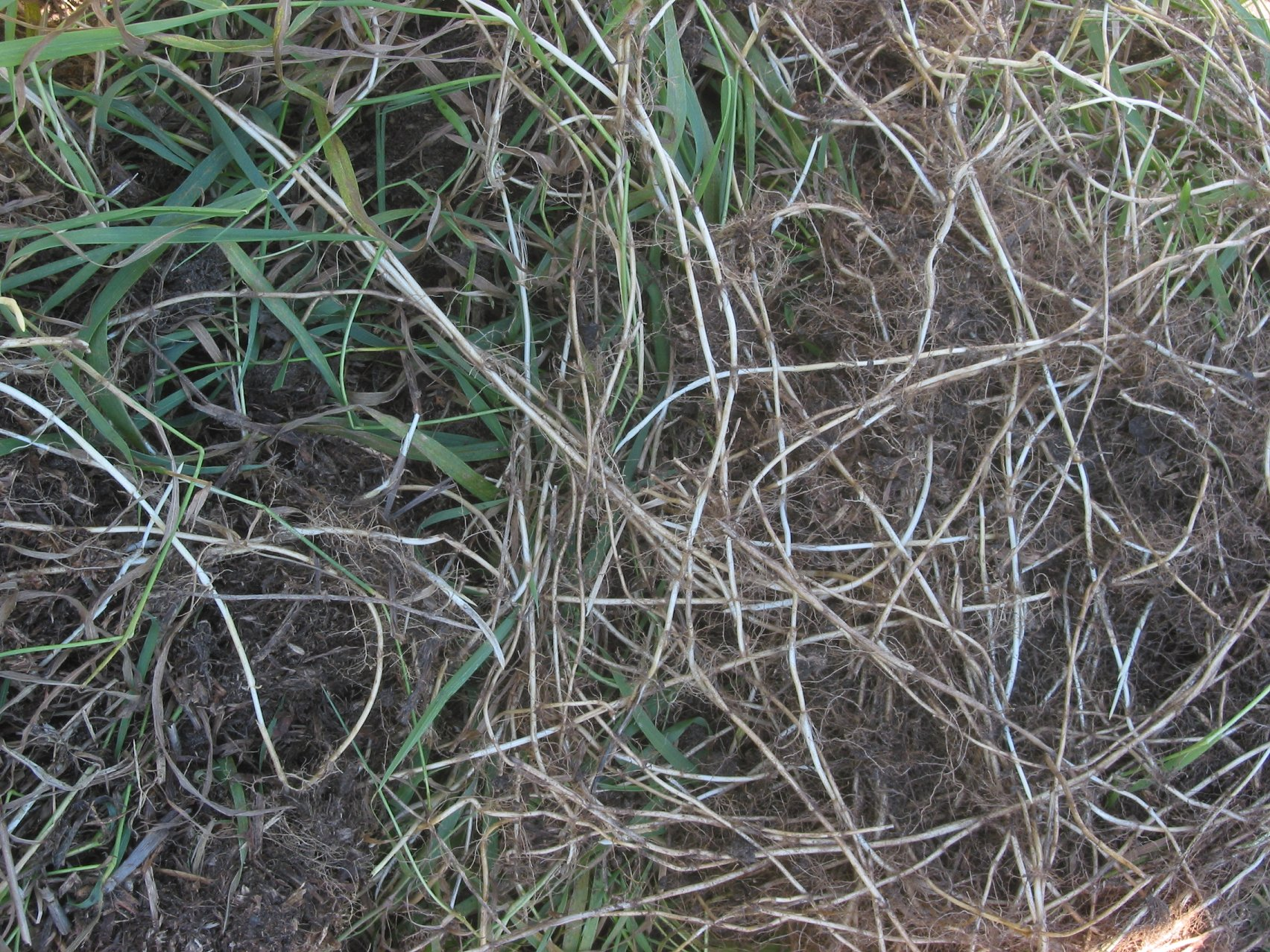
Oddenky
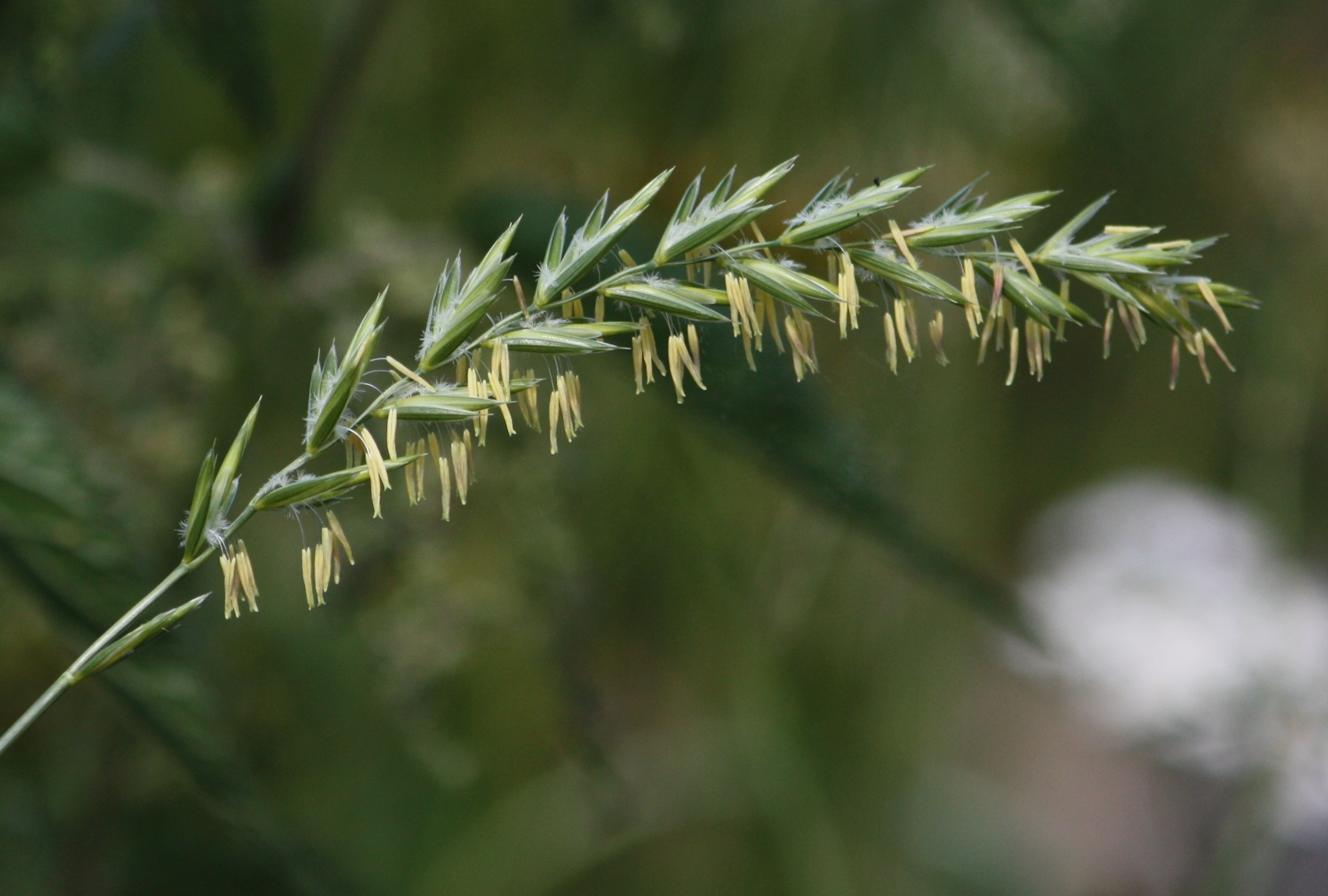
Rozkvetlý klas
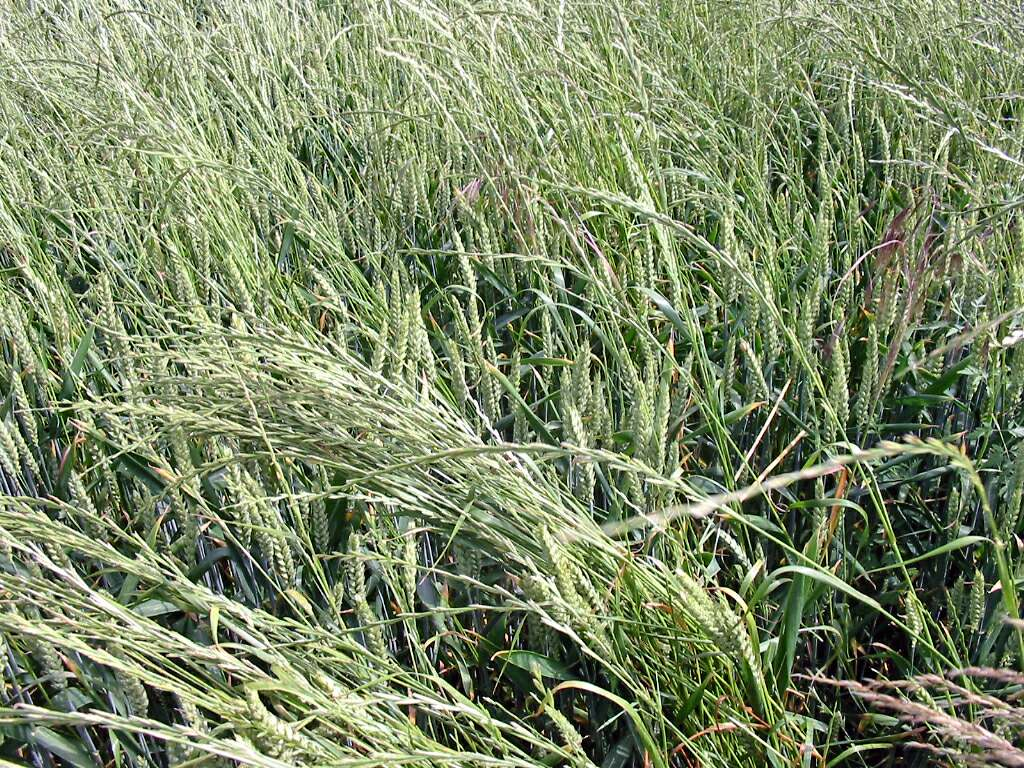
Pýr v pšeničném poli
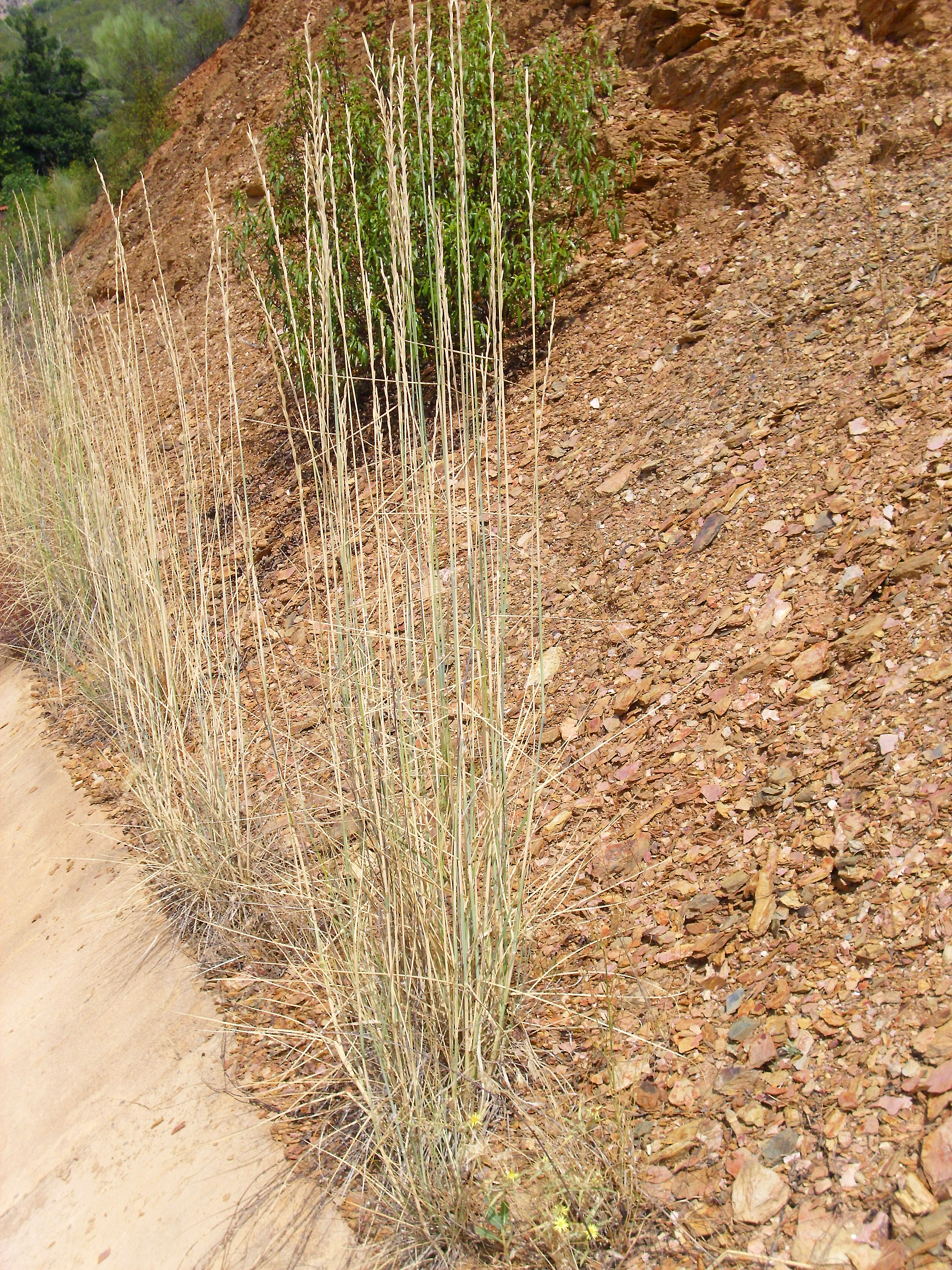
Odkvetlé rostliny